# Liptovský Mikuláš
Liptovský Mikuláš (în germană Liptau - St. Nikolaus , în maghiară Liptószentmiklós) este un oraș din Slovacia cu 33.819 locuitori.

## Demografie
| An:                | 1994   | 2004   | 2014   | 2024   |
| ------------------ | ------ | ------ | ------ | ------ |
| Număr de persoane: | 33.401 | 32.930 | 31.593 | 29.860 |
| Diferență:         |        | −1,41% | −4,06% | −5,48% |

| An:                | 2023   | 2024   |
| ------------------ | ------ | ------ |
| Număr de persoane: | 30.040 | 29.860 |
| Diferență:         |        | −0,59% |

## Personalități
- Ede Balló (1859-1936), pictor